# Diachasmimorpha comperei
Diachasmimorpha comperei är en stekelart som beskrevs av Henry Lorenz Viereck 1913. Diachasmimorpha comperei ingår i släktet Diachasmimorpha och familjen bracksteklar. Inga underarter finns listade i Catalogue of Life.